# Pla Gaià
Pla Gaià és una masia del terme municipal de Castellterçol, al Moianès.
Està situada en el sector occidental del terme, a prop del termenal amb Granera, a prop i al sud-est de la fita quilomètrica número 3 de la carretera local BV-1245, de Castellterçol a Granera.